# Gaston Allard
Pour les articles homonymes, voir Allard.

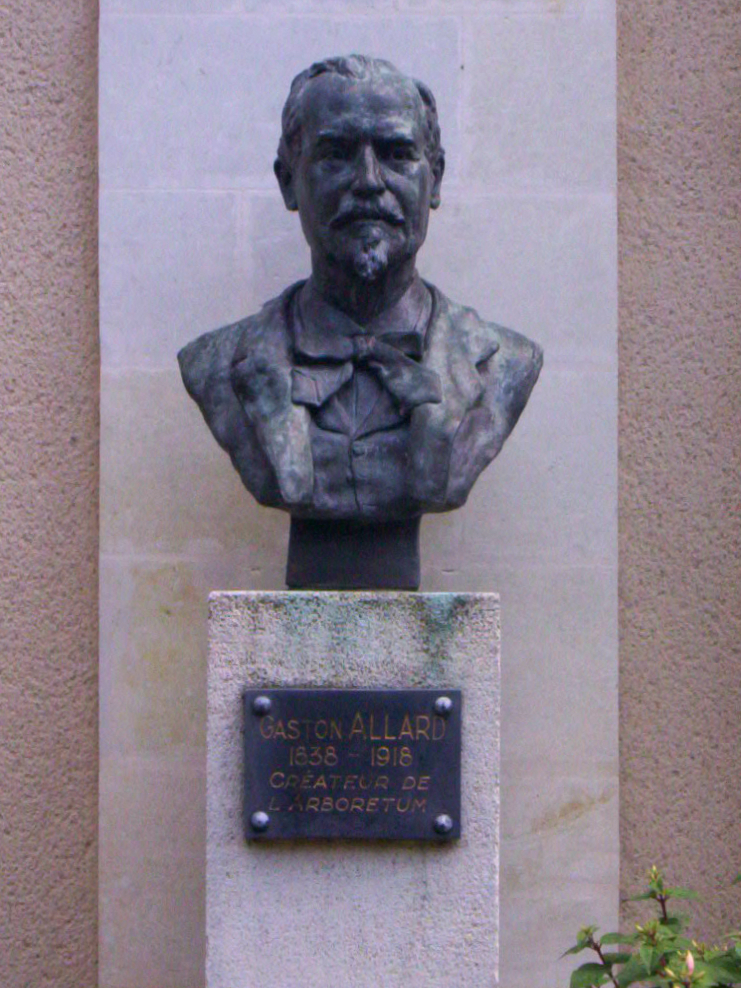
Buste de Gaston Allard, à l'arboretum d'Angers.

Gaston Allard (né à Angers le 14 avril 1838 et mort dans la même ville le 5 janvier 1918) est un botaniste, et secondairement entomologiste, français, créateur de l'arboretum d'Angers qui porte son nom.

## Biographie
Gaston Isidore Allard naît le 14 avril 1838. Il avait pour père un membre du Comice horticole, au sein de la Société d’agriculture, sciences et arts d’Angers ; sa mère, Zoé Gontard de Launay, apportait en dot le Clos de la Maulévrie, domaine rural aux portes d'Angers.
Après des études au lycée David d'Angers, Gaston Allard suivit les cours du botaniste Alexandre Boreau, directeur du jardin des plantes d'Angers.
En 1863, il devient membre de la Société entomologique de France et se lance dans des voyages, en Algérie, Espagne et Portugal, à la chasse aux lépidoptères sans pour autant se détourner de la flore.
À la mort de son père, il devient le propriétaire du domaine familial du clos de la Maulévrie. Il commence aussitôt la mise en valeur de la propriété, notamment par la plantation d'une grande allée de marronniers et de platanes. Il élabora ce jardin autour de sa belle demeure, dans laquelle est logé, de nos jours[Depuis quand ?], le siège du département botanique du Muséum des Sciences Naturelles d'Angers.
En 1875, Gaston Allard commence une collection de chênes et de conifères. Il reçoit le soutien des pépiniéristes de la région angevine, ainsi que du Comice agricole devenu la Société d'Horticulture de l'Anjou. Par ailleurs, il reçoit du monde entier des graines et des plants de toutes origines : Europe et Amérique du Nord et crée un arboretum afin de permettre la naturalisation de toutes ces nouvelles espèces de végétaux. Il obtient avant 1885 une rose polyantha (commercialisée par Moreau-Robert en novembre 1885) qui est baptisée du nom de son beau-père, 'Daniel Lacombe'.
En 1907, l'arboretum du jardin de la Maulévrie comptait 2 000 espèces, dont 250 conifères, 125 chênes, 1 500 arbustes et arbrisseaux.
Dès 1892 et jusqu'en 1918, Gaston Allard est élu au conseil municipal d'Angers. Il devient d'office l'expert consulté par la mairie pour les plantations de la ville. On lui doit notamment le réaménagement du jardin des Plantes et la mise en forme du jardin du Mail.
En 1916, il fait don de son arboretum à l'Institut Pasteur.
Gaston Allard meurt le 5 janvier 1918 à Angers. Le botaniste Louis Blaringhem, son collègue de l'Institut Pasteur, prend la succession au poste de directeur de l'arboretum.
En 1959, peu après la disparition de Louis Blaringhem, la municipalité d'Angers devient propriétaire de l'arboretum Gaston Allard, par achat à l’Institut Pasteur.
En 1964, le parc du jardin de la Maulévrie est ouvert au public.
En 2000, après différents réaménagements, les collections de l'arboretum Gaston Allard sont présentées au public.

## L'arboretum Gaston Allard
L'arboretum Gaston-Allard présente de nombreuses espèces d'arbres ou d'essences sur un espace de sept hectares. Parmi les 20 000 plantes présentées, le public accède à l'arboretum par une allée bordée de chênes. Plus loin sont présentés des conifères.
Un fruticetum comprenant des arbustes, des plantes grimpantes, des plantes vivaces, des plantes annuelles et d'autres bulbeuses, complète la visite.
Dans la demeure de Gaston Allard, sont regroupés d'importants herbiers. Plus de 350.000 échantillons de flores, datant du XIXe siècle et du XXe siècle, sont entreposés, catalogués et archivés.